# 受付小町
受付小町（うけつけこまち）は、1985年にナムコ（現・バンダイナムコエンターテインメント。以下、旧ナムコまたはBNEIと表記）の本社ビル（当時は東京都大田区矢口にあった）内受付で設置されたロボット（接客ロボット）。訪問者を各部署と受け継ぐ業務をしていた。スリーサイズは、B80,W50,H65。
旧ナムコのアミューズメント用ロボット企画・販売部門で開発された。
※ その後の遍歴については後述。

## ゲームキャラクター
元々は、上記のような役割にすぎなかったが、やがて自社（旧ナムコ→NBGI）製ゲームソフトの作中にも一キャラクターとして登場するようになり、1993年発売の『スーパーファミスタ2』をはじめ野球ゲームソフトシリーズである『ファミスタ・ワースタシリーズ』にも何度か登場している。同シリーズでは架空の野球チームであるナムコスターズの選手として、右アンダースローの投手や右投左打の捕手として登録されている（作品によって、ポジションなどの設定は異なる）。『ファミスタ64』では、生年月日・出身地が1967年3月17日・東京都出身に設定された。
PlayStationソフトのシリーズ『ナムコミュージアム』内の架空のミュージアムでも、元ネタのまま登場し受付業務を行っている。2005年11月稼働開始のアーケードゲーム『コブラ・ザ・アーケード』でも、ステージ1（STORY1 摩天楼の影〜Shadow of Casino Tower〜）エリア2のビル内に登場する浮遊円盤（エレベーター）の上に乗っている。
NBGIが展開している携帯電話（i-mode向け）コンテンツナムコiメロキャラでも、ほかのゲームキャラクターとともに、「ロボット」というカテゴリ内で数種類のiアニメ動画が配信されている。

## その後
※ 下記記述出典
しばらくはナムコの顔として受付に立ち続けたが、故障（時期不明）してしまい、長らく倉庫で静態保存される事となる。この間、2007年6月には、ナムコがバンダイナムコゲームス（NBGI）に社名変更。さらに2014年には旧ナムコのアミューズメント業務を受け継いで設立された新ナムコの本社も移転する事になるが、この際、「受付小町」の存続についても取り沙汰された。紆余曲折あった後、バンダイナムコスタジオ（BNS）の中谷始社長によりレストア計画が始動。旧ナムコ社員だった技術者たちの手によって見事レストアは成功。現在はBNS受付で再び以前のように受付嬢として“ 勤務 ”するようになった。
なお、現在の小町には受付近くに設置されたマッピー銅像内部に置かれたプロジェクターと連携したプロジェクションマッピング機能も搭載されており、状況に応じて胸部に桜の花びら的な模様を表示したり、顔部を紅く染めたりできる。